# منوهر
منوهر یا مانوهار داس از هنرمندان طراز اول دربار گورکانی، مربوط به اواخر  سده ۱۶ و اوایل سده ۱۷ میلادی بود. آثار برجای مانده از وی بین سال‌های ۱۵۸۲ تا ۱۶۲۴ میلادی کشیده شدند.
منوهر داس فرزند باساوان، مینیاتوریست برجستهٔ هندو و جانشین پدر به عنوان نقاش دربار گورکانی بود. او با آثارش داستان سلطنت گورکانیان هند را روایت می‌کرد.

## نگارخانه

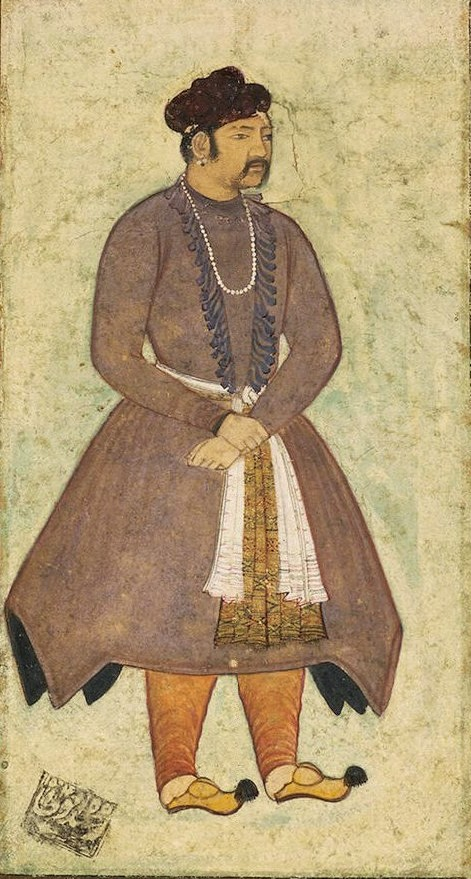
پرترهٔ اکبر شاه اواخر سده ۱۶ میلادی موزه هرمیتاژ
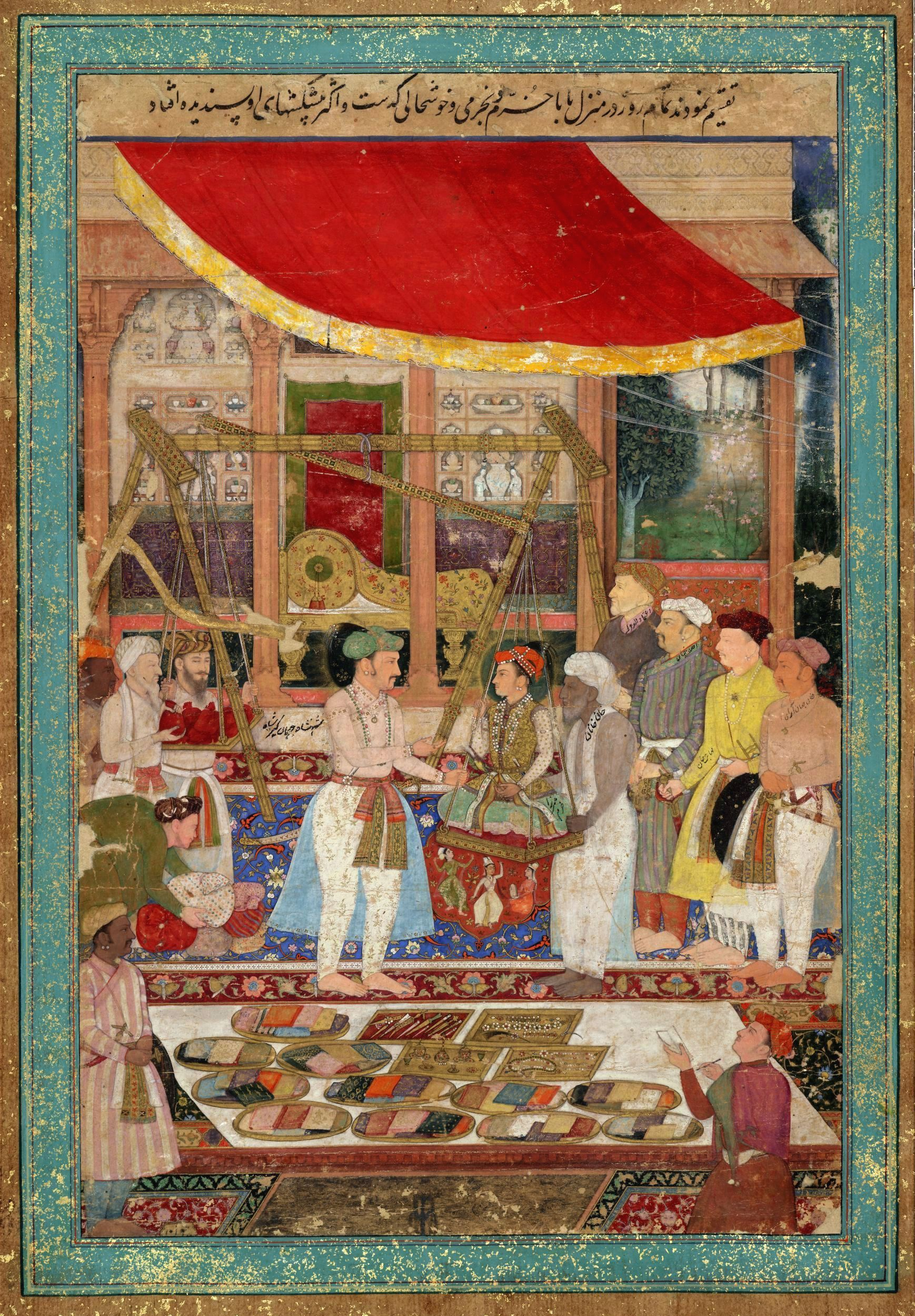
وزن‌کشی شاهزاده خُرم توسط پدرش جهانگیرشاه اوایل سده ۱۷ میلادی موزه بریتانیا
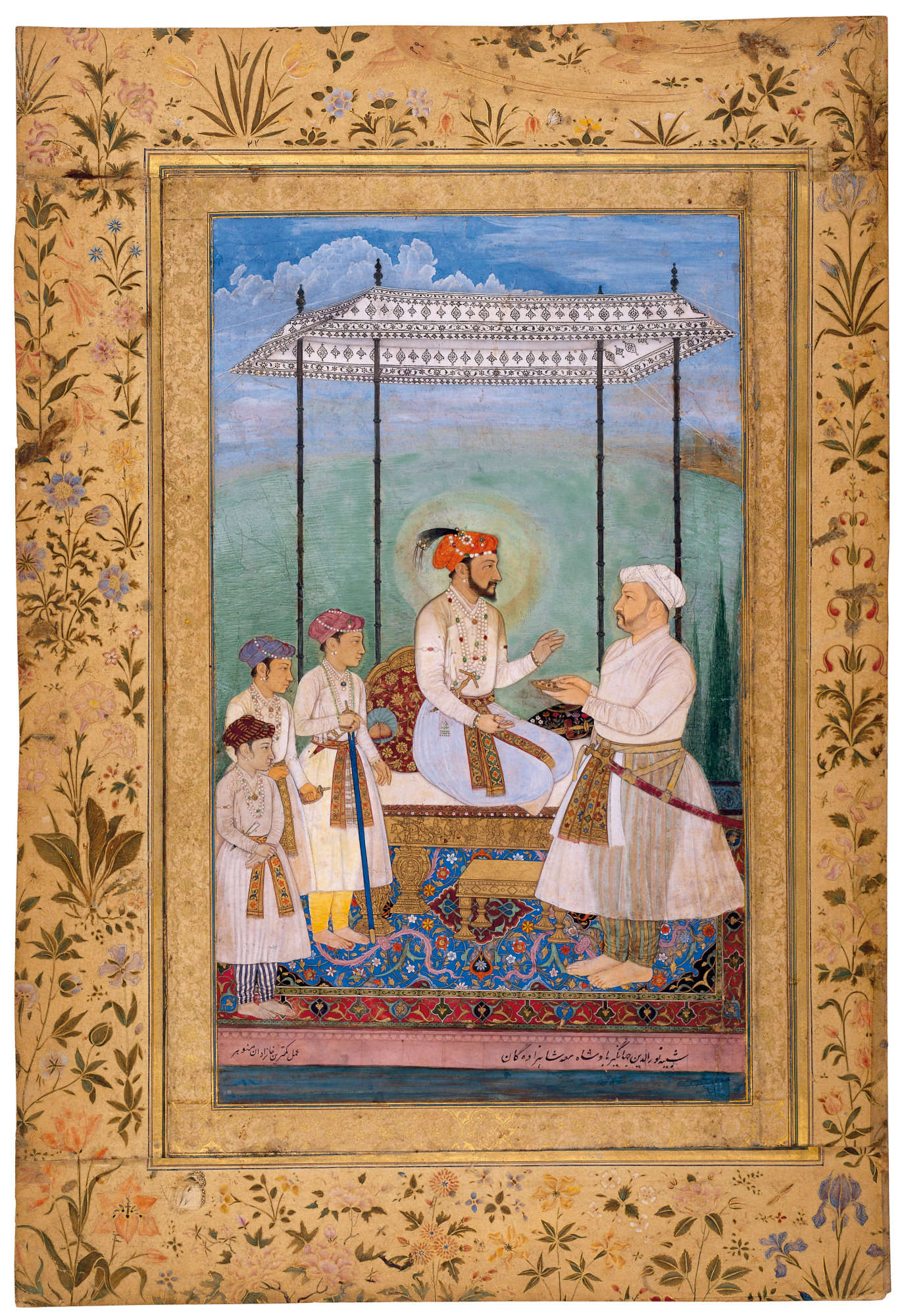
شاه جهان و شازده‌های جوان اوایل سده ۱۷ میلادی موزه آقاخان
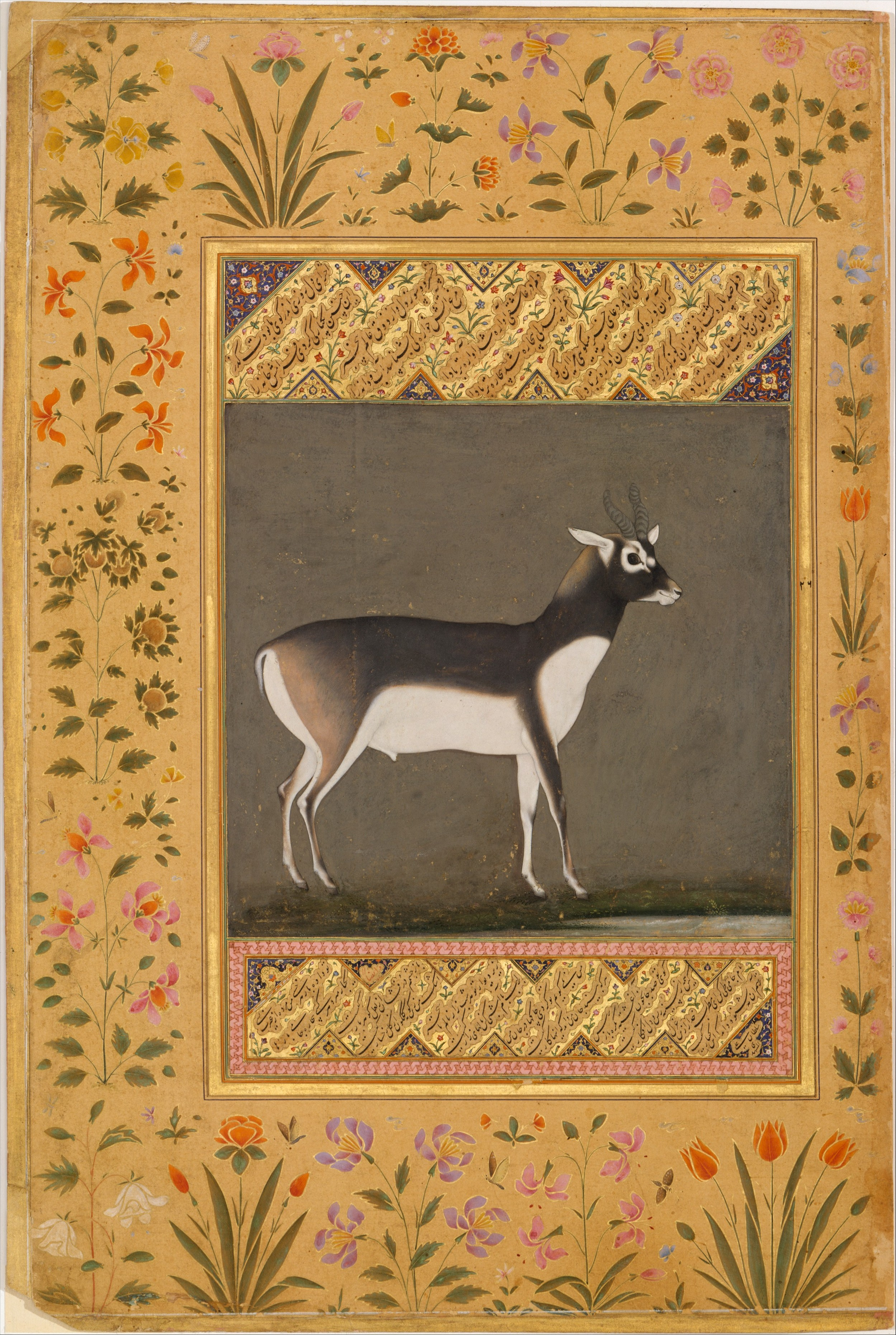
آهوی سیاه: شرح شکار شاه جهان
اوایل سده ۱۷ میلادی
موزه متروپولیتن نیویورک